# Ledraprora victoriensis
Ledraprora victoriensis är en insektsart som beskrevs av Evans 1936. Ledraprora victoriensis ingår i släktet Ledraprora och familjen dvärgstritar. Inga underarter finns listade i Catalogue of Life.